# 第二次森內閣
第二次森內閣（日语：／ Dainiji Mori Naikaku */?）是日本眾議院議員、自由民主黨總裁森喜朗就任第86任內閣總理大臣（首相）後，自2000年7月4日至2000年12月5日組成的內閣。

## 大臣
- 內閣總理大臣 - 森喜朗
  - 內閣總理大臣補佐官 - 中曾根弘文【教育改革擔當】（2000年7月18日-）
- 法務大臣 - 保岡興治
- 外務大臣 - 河野洋平
- 大藏大臣 - 宮澤喜一
- 文部大臣、科學技術廳長官、國立國會圖書館聯絡調整委員會委員 - 大島理森
- 厚生大臣、【年金問題擔當】 - 津島雄二
- 農林水產大臣 - 谷洋一
- 通商產業大臣、【國際博覧會擔當】 - 平沼赳夫
- 運輸大臣、北海道開發廳長官、【新東京國際機場擔當】 - 森田一
- 郵政大臣 - 平林鴻三
- 勞動大臣 - 吉川芳男
- 建設大臣、國土廳長官、【研究·學園都市、土地對策、首都機能轉移擔當】 - 扇千景（林寬子）（保守黨）
- 自治大臣、國家公安委員會委員長 - 西田司
- 內閣官房長官、沖繩開發廳長官、【男女共同參與擔當】 - 中川秀直（-2000年10月27日）／福田康夫（2000年10月27日-）
  - 內閣官房副長官［政務］ - 安倍晉三
  - 內閣官房副長官［政務］ - 上野公成
  - 內閣官房副長官［事務］ - 古川貞二郎
  - 內閣危機管理監 - 安藤忠夫
  - 內閣法制局長官 - 津野修
- 金融再生委員會委員長 - 久世公堯（-2000年7月30日）／相澤英之（2000年7月30日-）
- 總務廳長官、【中央省廳再編擔當】 - 續訓弘（公明黨）
- 防衛廳長官 - 虎島和夫
- 經濟企劃廳長官、【綜合交通對策、新千年紀紀念行事擔當、※情報通信技術（IT）擔當（2000年10月27日-）】 - 堺屋太一
- 環境廳長官、【地球環境問題擔當】 - 川口順子

## 外部連結
- 閣僚名單 （页面存档备份，存于）